# 断髪不改装会
断髪不改装会（だんぱつふかいそうかい）は、日本統治時代の台湾で辮髪風習の廃絶を説くために1911年（明治44年）に設立された団体である。

## 背景
辮髪とは、元々満洲民族の髪型であったが、清朝の北京入城以後は、漢民族を含む男性臣民に課せられた義務となった。19世紀頃までには辮髪は完全に定着するに至った。1895年（明治28年）台湾が日本の統治下に入ると、台湾総督府は、辮髪をして差し迫って改革を必要とする悪習であり、衛生上も大きな害があると判断した。しかし、伝統的髪型として依然として辮髪を続けていた。台湾総督府は、当初基本的には放任主義をとっていた。これに対し、国語学校と医学校が最初に断髪の気風を提唱した。このほか、公学校も集団断髪開会の会場にあてられた。そのため公学校の生徒や台湾総督府警察の警察官などが断髪の気風にならった。

## 断髪不改装会の設立
1911年（明治44年）に、纏足追放を唱える天然足会を結成していた黄玉階が中心となって「断髪不改装会」を結成した。「断髪不改装」とは「（内地人が和服を着るように）従来の民族服を変える必要はないが、辮髪は止めよう」という意味である。辮髪は時宜にあわず、不衛生かつ不便であり、辮髪を切るのが「文明」で「流行」であると宣伝したのである。これをきっかけに辮髪を止める者が続出した。1911年の辛亥革命の成功後、中国大陸でも辮髪を切る風潮が起こり、これが台湾にも影響を与えた。
大正に入ると、台湾総督府も積極的に辮髪追放に乗り出し、保甲の規約にも辮髪禁止を明記するに至り、辮髪の風習は廃絶するに至った。